# Đài tưởng niệm Phụ nữ Việt Nam
Đài tưởng niệm Phụ nữ ở Việt Nam (tiếng Anh: Vietnam Women's Memorial) là một đài tưởng niệm hiến dâng cho những phụ nữ Hoa Kỳ đã phục vụ trong cuộc Chiến tranh Việt Nam, đa số là nữ y tá. Đài tưởng niệm này nhắc nhở tới tầm quan trọng của phụ nữ trong chiến tranh.
Đài gồm tượng của 3 phụ nữ mặc đồng phục với một thương binh. Người phụ nữ cầu nguyện tên là Faith (Đức Tin), người phụ nữ nhìn lên không gian tên là Hope (Hy Vọng), còn người phụ nữ đang chăm sóc một thương binh tên là Charity (Bác Ái) - tương ứng ba nhân đức đối thần của Kitô giáo là Tin-Cậy-Mến. Người thương binh tên là Michael Webb.
Đài tưởng niệm này là một phần của Đài tưởng niệm Chiến tranh Việt Nam, nằm trong National Mall Washington, D.C., cách Bức tường tưởng niệm Chiến tranh Việt Nam một quãng ngắn, ở phía bắc Hồ phản chiếu.
Đài tưởng niệm này do nhà điêu khắc Glenna Goodacre thiết kế, được khai trương ngày 11.11.1993. Có một mô hình thu nhỏ của tượng đài này tại Vietnam Veterans Memorial State Park ở làng Angel Fire, bang New Mexico.